# إلما ستاكي
إلما ستاكي (بالإنجليزية: Elma Stuckey)‏ (15 مارس 1907، ممفيس في الولايات المتحدة - 25 سبتمبر 1988)؛ كاتِبة وشاعرة أمريكية.